# Cepphus
A Cepphus a madarak osztályának lilealakúak (Charadriiformes) rendjébe és az alkafélék (Alcidae) családjába tartozó nem.

## Rendszerezésük
A nemet Peter Simon Pallas német zoológus írta le 1769-ben, az alábbi fajok tartoznak ide:
- fekete lumma (Cepphus grylle)
- pápaszemes lumma (Cepphus carbo)
- galamblumma (Cepphus columba)

## Előfordulásuk
Két faj Csendes-óceán, egy az Atlanti-óceán északi részén honos. Természetes élőhelyeik a sziklás tengerpartok, szigetek és a part közeli óceán. Rövidtávú vonulók, kerülik a nyílt vizeket.

## Megjelenésük
Testhosszuk 32-38 centiméter körüli.

## Életmódjuk
Nagyrészt halakkal táplálkozik, de gerincteleneket is fogyasztanak, melyet a víz alá merüléssel kapnak el.